# 노재신
노재신(盧載信, 본명(本名)은 노갑순(盧甲順), 1913년 8월 27일 (음력 7월 26일) ~ 2003년 10월 27일)은 일제강점기와 대한민국의 연극배우 겸 영화배우이다. 영화배우 엄앵란(嚴鶯蘭)의 어머니이며 영화배우 신성일(申星一)의 장모이기도 하다.

## 생애
1934년 연극배우 첫 데뷔하였고 이듬해 1935년 영화 《홍길동전(洪吉童傳)》의 단역으로 영화배우 데뷔하였으며 이어 같은 해에 영화 《춘향전(春香傳)》에 조연하였고 영화 《아리랑 고개》에 주연하였다. 그로부터 2년 후인 1937년에는 영화 《오몽녀》에 주연하였고 1939년 영화 《귀착지》에 조연하였다가 8.15 광복 이후까지 연극배우에 전념하였으며 1952년 《태양의 거리》에 단역하여 영화 분야에 복귀하였다.
이후 1961년 영화 《오발탄(誤發彈)》에서 철호 어머니 역으로 조연하였고 이어 같은 해 영화 《먼동이 틀 때》에 단역 출연하였으며 같은 해 영화 《촌놈 오복이》의 단역 출연을 끝으로 영화와 연극 분야에서 은퇴하였다,
2003년 10월 27일, 향년 88세로 별세하였다.

## 출연작

### 연극
- 1934년 《춘향전》 ... 남원 기녀 역(단역)

### 영화
- 1935년 《홍길동전》
- 1935년 《춘향전》
- 1937년 《오몽녀》
- 1939년 《귀착지》
- 1959년 《태양의 거리》
- 1961년 《오발탄》
- 1961년 《먼동이 틀 때》
- 1961년 《태양의 거리》
- 1961년 《촌놈 오복이》